# Ban Ki-moon
Ban Ki-moon (kor. 반기문, ur. 13 czerwca 1944 w Chungju) – południowokoreański polityk, od 1 stycznia 2007 do 31 grudnia 2016 sekretarz generalny ONZ. Przed objęciem stanowiska był ministrem spraw zagranicznych i handlu Korei Południowej.

## Wykształcenie
W lutym 1970 ukończył stosunki międzynarodowe na Uniwersytecie Narodowym w Seulu, a w kwietniu 1985 – studia na kierunku administracji publicznej w elitarnej Kennedy School of Government na Uniwersytecie Harvarda (Cambridge).

## Działalność polityczna
Od stycznia 2004 minister spraw zagranicznych i handlu Korei Południowej.

## Sekretarz generalny ONZ
9 października 2006 Ban został nominowany na stanowisko sekretarza generalnego ONZ przez Radę Bezpieczeństwa ONZ. Cztery dni później, 13 października, Zgromadzenie Ogólne jednomyślnie zaakceptowało zgłoszoną kandydaturę, dzięki temu 1 stycznia 2007 zastąpił on dotychczasowego sekretarza Kofiego Annana. Oficjalnie zaprzysiężony został 14 grudnia 2006. Na początku swojej kadencji był krytykowany za nie dość energiczną krytykę egzekucji Saddama Husajna. 11 stycznia 2007 opowiedział się za zamknięciem obozu w Guantanamo. 21 czerwca 2011 został wybrany na drugą pięcioletnią kadencję. Jego kadencja zakończyła się 31 grudnia 2016.

## Życie prywatne
Urodził się w niezamożnej rodzinie rolniczej. Żonaty z Yoo Soon-taek. Mają jednego syna i dwie córki.

## Zapis imienia i nazwiska
Zapis Ban Ki-moon jest zapisem stosowanym w języku angielskim. Oryginalny zapis koreański 반기문 (w alfabecie koreańskim) lub 潘基文 (w piśmie chińskim, również używanym w języku koreańskim) latynizuje się zgodnie z oficjalnym systemem przyjętym w Korei Południowej na Ban Gi-mun. W powszechnie stosowanej na świecie latynizacji McCune’a-Reischauera, stosowanej również w Polsce, zapis ten przyjmuje postać Pan Ki-mun. Przybliżona polska wymowa to pan ki muun.

## Ordery, odznaczenia i wyróżnienia
- Order Zasługi I klasy (Korea Południowa, trzykrotnie: 1975, 1986 i 2006)[2]
- Wielka Gwiazda Odznaki Honorowej za Zasługi dla Republiki Austrii (2001)
- Krzyż Wielki Orderu Słońca Peru (2006)
- Order Przyjaźni (Rosja, 2016)[3]